# 9.º Prêmio Jabuti
O 9º Prêmio Jabuti foi realizado em 1967, premiando obras literárias referentes a lançamentos de 1966.

## Prêmios
Os premiados foram:
| Categoria                                          | Obra                               | Autor                               |
| Personalidade literária do ano                     |                                    | Cândido Motta Filho                 |
| Autor revelação - Literatura adulta                | As três quedas do pássaro          | Maria Geralda do Amaral             |
| Biografia e/ou memórias                            | Fagundes Varela                    | Vicente de Paulo Vicente de Azevedo |
| Capista                                            | O homem de terno marrom            | Alceu Saldanha                      |
| Ciências Humanas (exceto Letras)                   | Messianismo no Brasil e no mundo   | Maria Isaura Pereira de Queiroz     |
| Ciências Naturais                                  | Botânica: introdução e sistemática | Aylton Brandão Joly                 |
| Contos / Crônicas / Novelas                        | Veranico de janeiro                | Bernardo Élis                       |
| Estudos literários (ensaios)                       | Espelho infiel                     | Fernando Góes                       |
| Ilustrações                                        | Sexo e sedução                     | Flavio Império                      |
| Melhor crítica e/ou noticiário literário (jornais) | Jornal da Tarde                    | Carlos Soulie do Amaral             |
| Poesia                                             | Educação pela pedra                | João Cabral de Melo Neto            |
| Romance                                            | Confissões do frei Abóbora         | José Mauro de Vasconcelos           |

## Ver Também
- Prêmio Prometheus
- Os 100 livros Que mais Influenciaram a Humanidade
- Nobel de Literatura